# Isabelle Guillot
Pour les articles homonymes, voir Guillot.
Isabelle Guillot est une athlète française, née le 25 octobre 1961 à Caen, spécialiste de la course en montagne, licenciée au AS Grand Trail de Serre-Ponçon. Elle est quadruple championne du monde de course en montagne, championne d'Europe de course en montagne 1996 et quatorze fois championne de France de course en montagne.

## Biographie

### 1988-1997: Les grands succès
Démontrant de bonnes performances sportives pendant le lycée, Isabelle ne souhaite pas s'engager dans un club. Elle débute les compétitions athlétiques sur le tard, en 1986, alors qu'elle est encore jeune institutrice.
En 1988, elle découvre la discipline de la course en montagne à l'occasion de l'ascension du mont Faron. Elle tombe amoureuse de cette discipline où elle ne tarde pas à s'illustrer en remportant le cross du Mont-Blanc. Elle est sélectionnée pour le Trophée mondial de course en montagne à Keswick. Lors de cette course, elle se positionne idéalement derrière les favorites et tandis que Fabiola Rueda file vers son deuxième titre, Isabelle lutte avec Gaby Schütz pour la seconde marche du podium. La Suissesse s'impose de justesse, laissant le bronze à Isabelle.
L'année suivante, elle devient la première championne de France de course en montagne aux Arcs. Le 16 septembre à Châtillon-en-Diois, portée par son public, elle parvient à battre la favorite Fabiola Rueda pour remporter son premier titre de championne du monde de course en montagne. Elle y remporte de plus la médaille de bronze par équipes.
Le 8 septembre 1991, elle prend le départ du championne du monde de course en montagne à Zermatt en tant que favorite. Bien qu'elle n'apprécie pas les descentes, elle assume son rôle et domine la course. Elle remporte son second titre mondial avec plus de 2 minutes d'avance sur Manuela Di Centa. L'équipe française se retrouve à égalité de points avec les Suissesses mais ces dernières prennent l'avantage grâce à la neuvième place de Gaby Schütz face à la onzième place d'Evelyne Mura. Les Françaises se classent donc deuxièmes.
Le 5 septembre 1993, elle a à cœur dr briller devant son public pour le championne du monde de course en montagne à Gap. L'Anglaise Carol Greenwood s'empare des commandes de la course, suivie par Gudrun Pflüger et Nives Curti. Isabelle parvient à revenir sur la tête de course, puis après quelques échanges, s'impose devant l'Autrichienne et l'Anglaise pour remporter son troisième titre mondial. Elle décroche la médaille de bronze par équipe avec Karine Baratou et Evelyne Mura.
Elle se retrouve à nouveau à la lutte avec Gudrun Pflüger lors du championne du monde de course en montagne à Berchtesgaden. Cette fois-ci, c'est l'Autrichienne qui prend l'avatange et s'impose avec 41 secondes d'avance sur la Française. L'équipe française remporte cependant la médaille d'or par équipes pour la première fois.
À Édimbourg le 10 septembre 1995, son duel avec Gudrun Pflüger se voit menacé par Nives Curti au championne du monde de course en montagne. L'Autrichienne impose le rythme mais Isabelle doit défendre sa seconde place face à l'Italienne. Elle remporte toutefois la médaille d'or au classement par équipes.
Le 13 juillet 1996, elle mène la course du Trophée européen de course en montagne à Llanberis, suivie par Evelyne Mura. Après avoir effectué une bonne montée, elle descend prudemment tandis que les Italiennes Maria Grazia Roberti et Nives Curti doublent Evelyne et la rattrapent. Isabelle ne flanche pas et franchit la ligne d'arrivée en tête pour remporter le titre. Elle décroche de plus la médaille d'argent par équipes avec Evelyne. Le 1er septembre, elle doit à nouveau faire face à Gudrun Pflüger, annoncée comme grande favorite à domicile pour le Trophée mondial de course en montagne à Telfes. La Belge Catherine Lallemand surprend tout le monde en partant sur les chapeaux de roue mais finit par s'essoufler. Gudrun en profite pour s'imposer devant son public avec Isabelle deuxième sur ses talons. Là encore, l'équipe française s'impose.
Isabelle connaît une excellente saison 1997. Le 31 mai, elle remporte son neuvième titre d'affilée de championne de France de course en montagne à Espelette. Le 20 juillet, elle s'impose dans la classique Marvejols-Mende. Le 7 septembre, en l'absence de sa grande rivale Gudrun Pflüger, elle remporte à nouveau le titre de championne du monde de course en montagne en s'imposant à Úpice. Elle décroche une fois de plus la médaille d'or par équipes avec Bénédicte Molle et Martine Javerzac. Le 12 octobre, elle devient championne de France de marathon en terminant deuxième du marathon de Reims derrière la Russe Zinaida Semenova.
Elle se blesse à la cheville en 1998 et doit être opérée. Elle passe l'année en convalescence.

### 2004-2007: Retour au sommet
Après quelques années à remonter la pente, elle fait son retour au sommet de la discipline en 2004. Le 20 mai, elle remporte la victoire à la montée du Grand Ballon. Le 6 juin, elle remporte son onzième titre national en s'imposant à la montée du Salève. Le 4 juillet, elle rate de peu le podium aux championnats d'Europe de course en montagne à Korbielów. Le 1er août, elle domine la course Thyon-Dixence pour sa première participation puis termine troisième à Sierre-Zinal une semaine plus tard. La course comptant comme première édition du Challenge mondial de course en montagne longue distance, elle remporte donc la médaille de bronze.
Elle décroche à nouveau la médaille de bronze lors du Challenge mondial de course en montagne longue distance 2005 qui se déroule dans le cadre du marathon du Vignemale. Alors que la favorite Chantal Dällenbach abandonne, Isabelle est vite distancée par l'étonnante Emma Murray. Elle pense assurer la deuxième place mais est finalement dépassée par l'Autrichienne Marion Kapuscinski.
Le 15 juillet 2006, elle réalise son meilleur temps sur un kilomètre vertical en 40 min 44 s, sur le parcours de 4 km et 1 000 m de dénivelé positif de la Crémaillère à Bagnères-de-Luchon. Le 10 septembre, elle monte à nouveau sur le podium, à près de 45 ans, du Trophée mondial de course en montagne à Bursa. Alors que l'Autrichienne Andrea Mayr s'impose pour décrocher son premier titre mondial, Isabelle pense avoir la médaille d'argent à sa portée mais est coiffée au poteau par la jeune Martina Strähl.
Le 26 août 2007, elle s'impose pour la quatorzième fois aux championnats de France de course en montagne.
En 2011, elle renoue avec la discipline du kilomètre vertical. Elle termine troisième de la première édition du kilomètre vertical du Mont-Blanc, puis termine onzième et première dans sa catégorie au kilomètre vertical de Fully.

## Palmarès

### Course en montagne
| no   | féminin            | Course                                                  | Longueur | Départ             | Temps           |
| ---- | ------------------ | ------------------------------------------------------- | -------- | ------------------ | --------------- |
| 45e  | Médaille d'or      | Die-Col de Rousset                                      | 17 km    | 15 mai 1988        | 1 h 42 min 39 s |
| 165e | Médaille d'or      | Cross du Mont-Blanc                                     | 23 km    | 3 juillet 1988     | 2 h 17 min 55 s |
| 3e   | Médaille de bronze | Trophée mondial de course en montagne                   | 7,5 km   | 15 octobre 1988    | 39 min 30 s     |
|      | Médaille d'or      | Ascension du Mont Faron                                 | 14,7 km  | 26 mars 1989       | 58 min 24 s     |
| 49e  | Médaille d'or      | Die-Col de Rousset                                      | 16 km    | 7 mai 1989         | 1 h 31 min 26 s |
| 80e  | Médaille d'or      | Cross du Mont-Blanc                                     | 23 km    | 2 juillet 1989     | 2 h 7 min 32 s  |
|      | Médaille d'or      | Championnats de France de course en montagne            | 12 km    | 15 août 1989       | 59 min 45 s     |
| 1re  | Médaille d'or      | Trophée mondial de course en montagne                   | 7,7 km   | 16 septembre 1989  | 38 min 24 s     |
| 59e  | Médaille d'argent  | Course Guinness du mont Cameroun                        | 38 km    | 28 janvier 1990    | 6 h 15 min 49 s |
|      | Médaille d'or      | Championnats de France de course en montagne            | 14 km    | 19 août 1990       | 1 h 10 min 54 s |
| 6e   | 6e                 | Trophée mondial de course en montagne                   | 7,88 km  | 15 septembre 1990  | 38 min 24 s     |
| 47e  | Médaille d'or      | Die-Col de Rousset                                      | 16 km    | 12 mai 1991        | 1 h 32 min 40 s |
| 1re  | Médaille d'or      | Championnats de France de course en montagne            | 10 km    | 4 août 1991        | 55 min 30 s     |
| 1re  | Médaille d'or      | Trophée mondial de course en montagne                   | 8,3 km   | 8 septembre 1991   | 41 min 0 s      |
| 1re  | Médaille d'or      | Championnats de France de course en montagne            | 10 km    | 11 juillet 1992    | 43 min 45 s     |
| 1re  | Médaille d'or      | Championnats de France de course en montagne            | 10 km    | 26 juin 1993       | 1 h 9 min 10 s  |
| 1re  | Médaille d'or      | Trophée mondial de course en montagne                   | 7,94 km  | 5 septembre 1993   | 36 min 11 s     |
| 1re  | Médaille d'or      | Championnats de France de course en montagne            | 9 km     | 3 juillet 1994     | 57 min 51 s     |
| 1re  | Médaille d'or      | Challenge Stellina                                      | 8,1 km   | 21 août 1994       | 49 min 28 s     |
| 2e   | Médaille d'argent  | Trophée mondial de course en montagne                   | 7,34 km  | 4 septembre 1994   | 40 min 12 s     |
| 1re  | Médaille d'or      | Championnats de France de course en montagne            | 15 km    | 2 juillet 1995     | 1 h 33 min 48 s |
| 2e   | Médaille d'argent  | Trophée mondial de course en montagne                   | 7,85 km  | 10 septembre 1995  | 37 min 32 s     |
| 1re  | Médaille d'or      | Championnats de France de course en montagne            | 9 km     | 29 juin 1996       | 49 min 57 s     |
| 1re  | Médaille d'or      | Trophée européen de course en montagne                  | 12 km    | 13 juillet 1996    | 53 min 9 s      |
| 2e   | Médaille d'argent  | Trophée mondial de course en montagne                   | 7,25 km  | 1er septembre 1996 | 41 min 9 s      |
| 1re  | Médaille d'or      | Championnats de France de course en montagne            | 12 km    | 31 mai 1997        | 59 min 12 s     |
| 9e   | 9e                 | Trophée européen de course en montagne                  | 7 km     | 6 juillet 1997     | 52 min 0 s      |
| 1re  | Médaille d'or      | Trophée mondial de course en montagne                   | 7,8 km   | 7 septembre 1997   | 40 min 27 s     |
|      | Médaille d'or      | Trans-Dimitile                                          | 15,16 km | 7 décembre 1997    | 1 h 49 min 23 s |
| 4e   | 4e                 | Trophée européen de course en montagne                  | 9 km     | 4 juillet 1999     | 57 min 45 s     |
| 1re  | Médaille d'or      | Championnats de France de course en montagne            | 12 km    | 15 août 1999       | 59 min 11 s     |
| 9e   | 9e                 | Trophée mondial de course en montagne                   | 7,8 km   | 19 septembre 1999  | 41 min 3 s      |
| 2e   | Médaille d'argent  | Championnats de France de course en montagne            | 9,38 km  | 11 juin 2000       | 50 min 14 s     |
| 9e   | 9e                 | Trophée européen de course en montagne                  | 7,07 km  | 2 juillet 2000     | 35 min 49 s     |
| 9e   | 9e                 | Trophée européen de course en montagne                  | 9 km     | 1er juillet 2001   | 1 h 1 min 21 s  |
|      | Médaille d'or      | Montée de l'Aubisque                                    | 18,7 km  | 26 août 2001       | 1 h 31 min 41 s |
| 16e  | Médaille d'or      | Montée du Salève                                        | 12 km    | 2002               | 1 h 9 min 56 s  |
| 5e   | 5e                 | Trophée mondial de course en montagne                   | 9,2 km   | 14 septembre 2002  | 55 min 43 s     |
|      | Médaille d'or      | Ascension du Mont Faron                                 | 12,5 km  | 20 avril 2003      | 53 min 41 s     |
| 2e   | Médaille d'argent  | Montée du Grand Ballon                                  | 9 km     | 29 mai 2003        | 48 min 33 s     |
| 5e   | 5e                 | Championnats d'Europe de course en montagne             | 8 km     | 6 juillet 2003     | 45 min 27 s     |
| 1re  | Médaille d'or      | Montée du Grand Ballon                                  | 9 km     | 20 mai 2004        | 49 min 48 s     |
| 1re  | Médaille d'or      | Championnats de France de course en montagne            | 9,7 km   | 6 juin 2004        | 58 min 29 s     |
| 4e   | 4e                 | Championnats d'Europe de course en montagne             | 7,2 km   | 4 juillet 2004     | 36 min 56 s     |
| 12e  | Médaille d'or      | Montée du Nid d'Aigle                                   | 20 km    | 18 juillet 2004    | 2 h 9 min 53 s  |
| 25e  | Médaille d'or      | Thyon-Dixence                                           | 16,35 km | 1er août 2004      | 1 h 27 min 5 s  |
| 46e  | Médaille de bronze | Challenge mondial de course en montagne longue distance | 31 km    | 8 août 2004        | 3 h 12 min 18 s |
| 1re  | Médaille d'or      | Montée du Grand Ballon                                  | 9 km     | 5 mai 2005         | 49 min 50 s     |
| 20e  | Médaille d'or      | Montée du Salève                                        | 12,3 km  | 15 mai 2005        | 1 h 15 min 23 s |
| 1re  | Médaille d'or      | Championnats de France de course en montagne            | 9,7 km   | 19 juin 2005       | 1 h 2 min 18 s  |
| 10e  | 10e                | Championnats d'Europe de course en montagne             | 10,06 km | 10 juillet 2005    | 1 h 13 min 57 s |
| 17e  | Médaille d'or      | Montée du Nid d'Aigle                                   | 20 km    | 17 juillet 2005    | 2 h 11 min 45 s |
|      | Médaille de bronze | Challenge mondial de course en montagne longue distance | 42 km    | 24 juillet 2005    | 3 h 12 min 18 s |
| 5e   | 5e                 | Trophée mondial de course en montagne                   | 9,1 km   | 25 septembre 2005  | 42 min 47 s     |
| 6e   | 6e                 | Championnats d'Europe de course en montagne             | 7,74 km  | 9 juillet 2006     | 44 min 20 s     |
| 14e  | Médaille d'or      | Montée du Nid d'Aigle                                   | 20 km    | 16 juillet 2006    | 2 h 6 min 6 s   |
| 1re  | Médaille d'or      | Championnats de France de course en montagne            | 10 km    | 20 août 2006       | 1 h 8 min 56 s  |
| 3e   | Médaille de bronze | Trophée mondial de course en montagne                   | 8,4 km   | 10 septembre 2006  | 47 min 43 s     |
| 6e   | 6e                 | Championnats d'Europe de course en montagne             | 8,5 km   | 8 juillet 2007     | 53 min 51 s     |
| 1re  | Médaille d'or      | Championnats de France de course en montagne            | 8,8 km   | 26 août 2007       | 43 min 19 s     |
| 9e   | 9e                 | Trophée mondial de course en montagne                   | 8,3 km   | 15 septembre 2007  | 42 min 26 s     |
| 2e   | Médaille d'argent  | Championnats de France de course en montagne            | 8,4 km   | 15 juin 2008       | 48 min 24 s     |
| 7e   | 7e                 | Championnats d'Europe de course en montagne             | 8,75 km  | 12 juillet 2008    | 41 min 49 s     |
| 31e  | Médaille d'or      | Montée du Nid d'Aigle                                   | 20 km    | 20 juillet 2008    | 2 h 15 min 43 s |
| 66e  | Médaille de bronze | Kilomètre vertical du Mont-Blanc                        | 3,8 km   | 24 juin 2011       | 49 min 54 s     |

### Route/cross
| Année | Compétition                                   | Lieu                | Place | Épreuve          | Temps           |
| ----- | --------------------------------------------- | ------------------- | ----- | ---------------- | --------------- |
| 1990  | Semi-marathon Marvejols-Mende                 | Mende               | 2e    | Course populaire | 1 h 31 min 39 s |
| 1991  | Championnats de France de marathon            | Rouen               | 3e    | Marathon         | 2 h 38 min 59 s |
| 1992  | Marathon de Paris                             | Paris               | 6e    | Marathon         | 2 h 37 min 13 s |
| 1992  | Semi-marathon Marvejols-Mende                 | Mende               | 5e    | Course populaire | 1 h 29 min 51 s |
| 1992  | Paris-Versailles                              | Versailles          | 3e    | Course populaire | 58 min 46 s     |
| 1993  | Marathon des Hauts de Seine                   | Puteaux             | 2e    | Marathon         | 2 h 39 min 42 s |
| 1993  | Humarathon                                    | Vitry-sur-Seine     | 2e    | Semi-marathon    | 1 h 14 min 4 s  |
| 1993  | Championnats de France de marathon            | Paris               | 2e    | Marathon         | 2 h 36 min 30 s |
| 1993  | Coupe du monde de marathon                    | Saint-Sébastien     | 16e   | Marathon         | 2 h 36 min 16 s |
| 1994  | Semi-marathon d'Oloron-Sainte-Marie           | Oloron-Sainte-Marie | 1re   | Semi-marathon    | 1 h 14 min 14 s |
| 1994  | Championnats d'Europe d'athlétisme            | Helsinki            | 18e   | Marathon         | 2 h 40 min 20 s |
| 1996  | Semi-marathon d'Oloron-Sainte-Marie           | Oloron-Sainte-Marie | 1re   | Semi-marathon    | 1 h 13 min 50 s |
| 1996  | Semi-marathon Marvejols-Mende                 | Mende               | 2e    | Course populaire | 1 h 24 min 20 s |
| 1996  | Course Marseille-Cassis                       | Cassis              | 2e    | 20 kilomètres    | 1 h 11 min 15 s |
| 1997  | Semi-marathon d'Oloron-Sainte-Marie           | Oloron-Sainte-Marie | 1re   | Semi-marathon    | 1 h 13 min 39 s |
| 1997  | Semi-marathon Marvejols-Mende                 | Mende               | 1re   | Course populaire | 1 h 24 min 40 s |
| 1997  | Championnats de France de marathon            | Reims               | 1re   | Marathon         | 2 h 37 min 20 s |
| 2001  | Interrégionaux Sud-Ouest de cross-country     | Alès                | 1re   | Cross-country    | 21 min 12 s     |
| 2003  | Championnat de Midi-Pyrénées de cross-country | Tarbes              | 1re   | Cross-country    |                 |
| 2006  | Semi-marathon de Toulouse                     | Toulouse            | 1re   | Semi-marathon    | 1 h 19 min 8 s  |

## Records
| Épreuve       | Performance     | Date            | Lieu            |
| ------------- | --------------- | --------------- | --------------- |
| 5 kilomètres  | 16 min 39 s     | 11 juillet 2001 | Port Leucate    |
| 10 kilomètres | 34 min 40 s     | 31 août 1997    | Aix en Provence |
| 15 kilomètres | 51 min 52 s     | 27 avril 1997   | La Courneuve    |
| 20 kilomètres | 1 h 11 min 42 s | 16 octobre 1994 | Paris           |
| Semi-marathon | 1 h 11 min 55 s | 17 mars 1996    | Auch            |
| Marathon      | 2 h 36 min 16 s | 31 octobre 1993 | Saint-Sébastien |

## Ouvrages
- Isabelle Guillot, Serge Moro, Courir grandeur nature, Édior Editions, septembre 2003  (ISBN 978-2-951557-93-2)